# Język achuale
Język achuale (inne nazwy: achuar-shiwiar, achuar, mayna) – autochtoniczny język wschodniego pogranicza Ekwadoru (Oriente) i Peru (Montania), należący do małej rodziny językowej jibaro. Używają go plemiona: Achuar, Shiwiar oraz Maina.